# Spanish International
Spanish International is een badmintontoernooi gehouden in Spanje.
Het toernooi wordt sinds 1974 gehouden als internationaal badmintontoernooi. Het toernooi doet mee in het BE Circuit.

## Winnaars
| Jaar      | Mannen enkel            | Vrouwen enkel          | Mannen dubbel                             | Vrouwen dubbel                         | Gemengd dubbel                             |
| --------- | ----------------------- | ---------------------- | ----------------------------------------- | -------------------------------------- | ------------------------------------------ |
| 1974      | Pedro Blach             | Dolores Cameselle      | Fernando Pinto Leitão Machado             | Geen vrouwen dubbel                    | Pedro Blach M. L. Iglesias                 |
| 1975      | Pedro Blach             | Margarida Cruz         | Jorge Cruz João Brás                      | Geen vrouwen dubbel                    | João Brás Isabel Cruz                      |
| 1976      | Pedro Blach             | Margarida Cruz         | Jorge Cruz João Brás                      | Geen vrouwen dubbel                    | Pedro Blach Isabel Cruz                    |
| 1977      | António Crespo          | Geen vrouwen enkel     | Jorge Cruz Pedro Blach                    | Geen vrouwen dubbel                    | Geen gemengd dubbel                        |
| 1978      | Pedro Blach             | Margarida Cruz         | João Brás António Crespo                  | Margarida Cruz Isabel Cruz             | António Crespo Isabel Cruz                 |
| 1979      | Pedro Blach             | Concepción Janeiro     | Enrique Ruiz Pedro Blach                  | Susana Gonçalves Manuela Silva         | Henrique Neto Manuela Silva                |
| 1980      | António Crespo          | Margarida Cruz         | Enrique Ruiz António Crespo               | Margarida Cruz Isabel Cruz             | Pedro Blach Margarida Cruz                 |
| 1981      | Pedro Blach             | Ana Monteiro           | José Brandão Carlos Gonçalves             | Susana Gonçalves Ana Monteiro          | Pedro Blach Rosa Pérez                     |
| 1982      | Jorge Azevedo           | Lilia Rodriguez        | Luis Carvalho José Nascimento             | Aída Carballal Margarita Míguelez      | José Pedro Lilia Rodriguez                 |
| 1983      | António Crespo          | Margarita Míguelez     | Jorge Azevedo Diamantino Pereira          | Aída Carballal Margarita Míguelez      | Pedro Blach Rosa Pérez                     |
| 1984      | Pascal Kaul             | Maria Jesús Rodríguez  | Pedro Blach Carlos González               | Maria Jesús Rodríguez Loli Alonso      | Pascal Kaul Loli Alonso                    |
| 1985      | Pascal Kaul             | Netty Ooms             | Pascal Kaul Pedro Blach                   | Netty Ooms Ingrid Rogiers              | José Isasi Netty Ooms                      |
| 1986      | Jorgen van der Pot      | Doris Gerstenkorn      | José Isasi Eddy van Herbruggen            | Netty Ooms Ingrid Rogiers              | Jorgen van der Pot Bettina Villars         |
| 1987      | Rolf Aurin              | Bettina Villars        | Rolf Aurin Andreas Ruth                   | Bettina Villars Doris Gerstenkorn      | Andreas Ruth Doris Gerstenkorn             |
| 1988      | David Stenström         | Sandra Dimbour         | David Stenström Mats Svensson             | Virginie Delvingt Christelle Mol       | Bernardo Gálmez Cristina González          |
| 1989 1990 | Geen toernooi           | Geen toernooi          | Geen toernooi                             | Geen toernooi                          | Geen toernooi                              |
| 1991      | Jürgen Koch             | Sue Louis              | Andy Goode Chris Hunt                     | Julie Bradbury Gillian Clark           | Andy Goode Gillian Clark                   |
| 1992 1994 | Geen toernooi           | Geen toernooi          | Geen toernooi                             | Geen toernooi                          | Geen toernooi                              |
| 1995      | Ricardo Fernandes       | Doris Piché            | Árni Þór Hallgrímsson Broddi Kristjánsson | Dolores Marco Esther Sanz              | Hugo Rodrigues Ana Ferreira                |
| 1996      | Lee Mou-Chou            | Tanja Berg             | Yang Shih-Jeng Wei Chun-Yi                | Sandra Dimbour Sandrine Lefèvre        | Manuel Dubrulle Sandrine Lefèvre           |
| 1997      | Niels Christian Kaldau  | Maja Pohar             | Lin Wei-Hsiang Lee Sung-Yuan              | Elinor Middlemiss Sandra Watt          | Kenny Middlemiss Elinor Middlemiss         |
| 1998      | Richard Vaughan         | Julia Chen             | Manuel Dubrulle Vincent Laigle            | Ann-Lou Jørgensen Mette Schjoldager    | Jean-Philippe Goyette Julia Chen           |
| 1999      | Salim Salim             | Takako Ida             | Graham Hurrell James Anderson             | Chikako Nakayama Takae Masumo          | Ian Sullivan Gail Emms                     |
| 2000      | Salim Salim             | Takako Ida             | Graham Hurrell James Anderson             | Chikako Nakayama Takae Masumo          | Ian Sullivan Gail Emms                     |
| 2001      | Joachim Fischer Nielsen | Tracey Hallam          | Michał Łogosz Robert Mateusiak            | Emma Chaffin Sara Hardaker             | Peter Jeffrey Suzanne Rayappan             |
| 2002      | Dicky Palyama           | Sara Persson           | Vincent Laigle Svetoslav Stoyanov         | Sara Persson Elin Bergblom             | Graeme Smith Kirsteen McEwan               |
| 2003      | Rasmus Wengberg         | Xu Huaiwen             | Michael Lamp Mathias Boe                  | Pernille Harder Mette Schjoldager      | Robert Blair Natalie Munt                  |
| 2004      | Joachim Fischer Nielsen | Dolores Marco          | Jesper Larsen Joachim Fischer Nielsen     | Lucía Tavera Yoana Martínez            | José Antonio Crespo Dolores Marco          |
| 2005      | Niels Christian Kaldau  | Ella Karachkova        | Matthew Hughes Martyn Lewis               | Karina de Wit Betty Krab               | Jean-Michel Lefort Ella Karachkova         |
| 2006      | Jens-Kristian Leth      | Petra Overzier         | Matthew Hughes Martyn Lewis               | Carina Mette Birgit Overzier           | Rasmus Andersen Anastasia Russkikh         |
| 2007      | Peter Mikkelsen         | Juliane Schenk         | Carsten Mogensen Mathias Boe              | Juliane Schenk Nicole Grether          | Joachim Fischer Nielsen Britta Andersen    |
| 2008      | Chetan Anand            | Maria Elfira Christina | Fran Kurniawan Rendra Wijaya              | Shendy Puspa Irawati Meiliana Jauhari  | Rendra Wijaya Meiliana Jauhari             |
| 2009      | Hans Vittinghus         | Sayali Gokhale         | Rasmus Bonde Mikkel Delbo Larsen          | Line Kruse Mie Kristensen              | Robin Middleton Mariana Agathangelou       |
| 2010      | Eric Pang               | Juliane Schenk         | Peter Käsbauer Oliver Roth                | Emelie Lennartsson Emma Wengberg       | Sam Magee Chloe Magee                      |
| 2011      | Viktor Axelsen          | Carolina Marín         | Adam Cwalina Michał Łogosz                | Lotte Jonathans Paulien van Dooremalen | Mikkel Delbo Larsen Mie Schjøtt-Kristensen |